# Gar Heard
Garfield Heard, detto Gar (Hogansville, 3 maggio 1948), è un ex cestista e allenatore di pallacanestro statunitense, professionista nella NBA.

## Carriera
Venne selezionato dai Seattle SuperSonics al terzo giro del Draft NBA 1970 (40ª scelta assoluta).